# Vasylkivský rajón (Dněpropetrovská oblast)
Vasylkivský rajón (ukrajinsky Васильківський район) byl rajón v Dněpropetrovské oblasti na Ukrajině. Hlavním městem byla Vasylkivka a rajón měl přibližně 32 tisíc obyvatel. 

## Sídla v rajónu
- Vasylkivka